# Попов, Александр Борисович (художник)
Александр Борисович Попов (творческие псевдонимы Рднаскела, Арбатский, Пешин; 26 ноября 1951, Москва — 17 июля 2019, Брыкин Бор, Рязанская область) — советский и российский художник. Член Московского Союза художников.

## Биография

### Происхождение
Отец — Борис Петрович Попов (1911—1969). Мать — Екатерина Сидоровна Попова (1914—1987).

### Образование и трудовая деятельность
С 1966 по 1969 год учился в Художественной школе № 1 на Кропоткинской улице (ныне — Детская художественная школа № 1 имени В. А. Серова). Учителя Евгений Измайлов, Михаил Рогинский.
В 1974 работал художником-оформителем в Московском театре оперетты.
С 1976 по 1980 год учился в Московском академическом художественном училище памяти 1905 года. Педагоги Владимир Добросердов, Владимир Пастухов, Дмитрий Воронцов, по реставрации Галина Михайловна Клокова.
С 1986 — член Московского Союза художников, секция живописи.

## Творчество и выставки

### Выставки
В 1974 году 25 августа прошла первая персональная выставка на Гоголевском бульваре (Выставка-акция). В экспозиции были представлены около семнадцати работ 1973—1974 годов.
В 1987 году прошла выставка «Живопись 87». Выставка была организована в выставочном зале творческого объединения «Вернисаж» в Москве.
В 1989 году с 18 февраля по 17 марта прошла выставка «Улица». Живопись, фотография, инсталляция. Выставка организована совместно с фотографом Сергеем Пархомовским, в Центральном доме художника.
В 1990 году 20 октября в Москве была организована однодневная персональная выставка «Гастроном». Живопись, инсталляция, хеппенинг. Выставочным залом был выбран торговый зал гастронома № 72 на Комсомольском проспекте, 27.
В 1992 году с 15 февраля по 23 февраля выставка «Гастроном» была представлена в Париже, в рамках большого арт-события «Decouverte 1992» в Grand Palais.
В 1995 году с 24 октября по 19 ноября в Центральном доме художника прошла персональная выставка «Путь естества». Материал: масло, песок, навоз, зерно.
В 1996 году 20 января в Нескучном саду состоялась выставка-акция «Три фигуры в Нескучном саду»
В 1996 году с 10 апреля по 25 апреля в Центральном доме художника прошла персональная выставка «Фактура времени». Экспозиция включала в себя 42 работы: живопись, графика, коллаж, ассамбляж. Фактура времени — это рефлексия автора, размышления о времени, жизни и смерти, о свободе творчества в условиях мира и войны.
В 2009 году с 29 октября по 27 ноября в выставочном зале Российской академии искусств прошла персональная выставка «Тверская 0 часов 30 минут». Была представлена серия пейзажей ночного города, Тверской улицы.
В 2011 году 26 ноября в выставочном зале Российской академии искусств прошла персональная выставка «48 живописных работ».
В 2012 году с 29 июня по 22 июля в Государственном Эрмитаже прошла выставка «848. Коллекция Жоржа Мачере и Нади Волконской». Экспозиция, насчитывающая около 200 произведений, проходила в рамках проекта «Эрмитаж 20/21», широкомасштабной программы по расширению коллекции искусства XX и XXI веков. Коллекция стала энциклопедией советского, постсоветского и русского эмигрантского искусства. Частью этого важного проекта стал и А. Попов. На выставке были показаны несколько арт-конвертов А. Попова. В Государственный Эрмитаж всего было передано 45 арт-конвертов художника.

### Книги
«Привет из Москвы! Записки московского живописца» — автобиографические истории, работал над книгой в 2006—2008 (издана 2020 году).

## Личная жизнь
Жена — Надежда Вихрова (в браке с 1984 года). Реставратор высшей категории, сотрудник Всероссийского художественного научно-реставрационного центра имени И. Э. Грабаря.
Сын — Фёдор Попов (1987).
В ночь с 16 июля на 17 июля 2019 года при трагических обстоятельствах[каких?] погиб на реке Пра (Окский заповедник, Рязанская область, посёлок Брыкин Бор). Похоронен в Москве, на Ваганьковском кладбище.